# Cortinarius austroalbidus
Cortinarius austroalbidus är en svampart som beskrevs av Cleland & J.R. Harris 1948. Cortinarius austroalbidus ingår i släktet Cortinarius och familjen spindlingar.   Inga underarter finns listade i Catalogue of Life.